# 에어로스미스
에어로스미스(Aerosmith)는 1970년에 결성된 미국의 록 밴드이다.

## 밴드 역사
에어로스미스의 전신은 1964년에 뉴햄프셔주에 있는, 작은 도시 스너피에서 스티븐 타일러가 결성한 더 스트레인저스(The Strangers, 이방인들)이다. 조금 뒤에 밴드 이름을 ‘체인 리액션(Chain Reaction, 연쇄반응)’으로 고쳤다. 1967년부터 1969년 사이에 스티븐의 주도로 밴드는 비틀즈와 롤링 스톤스의 노래를 다른 버전으로 부르기도 했다. 그리고 같은 시기에 데모 버전으로 록 음악 앨범을 내기도 했다. 1970년에 조 페리와 톰 해밀턴(밴드 ‘Jam Band’에 있었던 사람들)이 에어로스미스에 합류했다.
1973년 보스턴에서 첫 앨범을 냈다. 앨범 이름은 《Aerosmith》이다. 〈Dream on〉, 〈Mama Kin〉, 〈One Way Street〉 그리고 〈Walkin The Dog〉 등이 담겨 있다.
1974년에는 자신들의 2번째 앨범인 《Get Your Wings》는 에어로스미스의 앨범 중에서도 가장 성공한 앨범이라고 할 수 있다. 이 앨범 덕에 미국 음악시장에 들어갈 수 있게 되었다. 이 앨범에는 〈Train Kept a Rollin〉, 〈Lord of the Thighs〉, 그리고 〈Same Old Song And Dance〉 등의 음악들이 들어 있다.

## 영향
음악적으로 비틀즈, 레드 제플린, 딥 퍼플, 크림, 블랙 사바스, 롤링 스톤스, 야드버즈, 도어스로부터 영향을 많이 받았다.

## 에어로스미스로부터 영향을 받은 밴드
에어로스미스로부터 영향을 받은 밴드들은 많다. 건즈 앤 로지스, 키스, 본 조비, 머틀리 크루, 밴 헤일런, 너바나, 켈리 클락슨, W.A.S.P. 등이 헤비 메탈, 하드 록 분야에서 에어로스미스의 영향을 받은 밴드들이다.

## 음반
- Aerosmith(1973)
- Get Your Wings(1974)
- Toys in the Attic(1975)
- Rocks(1976)
- Draw the Line(1977)
- Live Bootleg(1978)
- Night in the Ruts(1979)
- Greatest Hits(1980)
- Rock in a Hard Place(1982)
- Done With Mirrors(1985)
- Classics Live! I(1986)
- Classics Live! II(1987)
- Permanent Vacation(1987)
- Gems(1988)
- Pump(1989)
- Pandora's Box(1991)
- Get a Grip(1993)
- Box of Fire(1994)
- Big Ones(1994)
- Nine Lives(1997)
- A Little South Of Sanity(1998)
- Just Push Play(2001)
- Young Lust: The Aerosmith Anthology(2001)
- O, Yeah! Ultimate Aerosmith Hits(2002)
- Honkin' on Bobo(2004)
- Rockin' the Joint(2005)
- Devil's Got a New Disguise(2006)
- Gold Collection(2008)

## 같이 보기
- 대중음악의 별명 목록
- 가장 많은 음반을 판 음악가 목록